# Dzień świra (opera)
Dzień świra – trzy-aktowa opera z muzyką Hadriana Filipa Tabęckiego i librettem Marka Koterskiego, napisanym na podstawie utworu dramatokomicznego własnego autorstwa i pod tym samym tytułem. Prapremiera opery miała miejsce 29 stycznia 2012 w Teatrze Wielkim w Poznaniu; spektakl ten wyreżyserował Igor Gorzkowski, a kierownikiem muzycznym był Radosław Labakhua.
W warstwie muzycznej opera reprezentuje kierunek eklektycznego postmodernizmu. Instrumentacja obejmuje pełną orkiestrę symfoniczną, solistów, chór mieszany, oraz komentujący chór męski ("Chór Bohaterów"). W partii tego ostatniego w premierowej inscenizacji wystąpiła poznańska grupa wokalna AudioFeels. W warstwie libretta, osoba głównej postaci, Adasia Miauczyńskiego, została podzielona na siedem partii (siedem "Ja"). Zachowany został oryginalny język z pierwowzoru, na czele z wulgaryzmami i eksperymentami składniowymi, stanowiącymi wyróżnik twórczości literackiej Marka Koterskiego. Prawykonanie opery Dzień świra wzbudziło kontrowersje co do obecności języka potocznego w teatrze operowym.